# Griechische Badmintonmeisterschaft 2017
Die Griechische Badmintonmeisterschaft 2017 fand vom 8. bis zum 9. April 2017 in Sidirokastro statt. 

## Medaillengewinner
| Disziplin    | Gold                                 | Silber                                      | Bronze                             |
| ------------ | ------------------------------------ | ------------------------------------------- | ---------------------------------- |
| Herreneinzel | Stamatis Tsigirdakis                 | Panagiotis Skarlatos                        | Angelos Kyriakopoulos              |
| Herreneinzel | Stamatis Tsigirdakis                 | Panagiotis Skarlatos                        | Axilleas Tsartsidis                |
| Dameneinzel  | Polyvia Tzika                        | Eleni Melikidou                             | Irini Tenta                        |
| Dameneinzel  | Polyvia Tzika                        | Eleni Melikidou                             | Christina Mavromatidou             |
| Herrendoppel | Georgios Galvas Panagiotis Skarlatos | Stamatis Tsigirdakis Georgios Charalambidis | Vasileios Orlis Dimitris Orlis     |
| Herrendoppel | Georgios Galvas Panagiotis Skarlatos | Stamatis Tsigirdakis Georgios Charalambidis | Panagiotis Botelis Thomas Rouglios |
| Damendoppel  | Zoi Aleli Polyvia Tzika              | Georgia Anastasiou Marina Karipidou         | Eirini Nkounkleri Irini Tenta      |
| Mixed        | Paschalis Melikidis Eleni Melikidou  | Georgios Galvas Zoi Aleli                   | Petros Tentas Eirini Nkounkleri    |
| Mixed        | Paschalis Melikidis Eleni Melikidou  | Georgios Galvas Zoi Aleli                   | Dimitris Orlis Georgia Anastasiou  |